# Prospectiva tecnològica

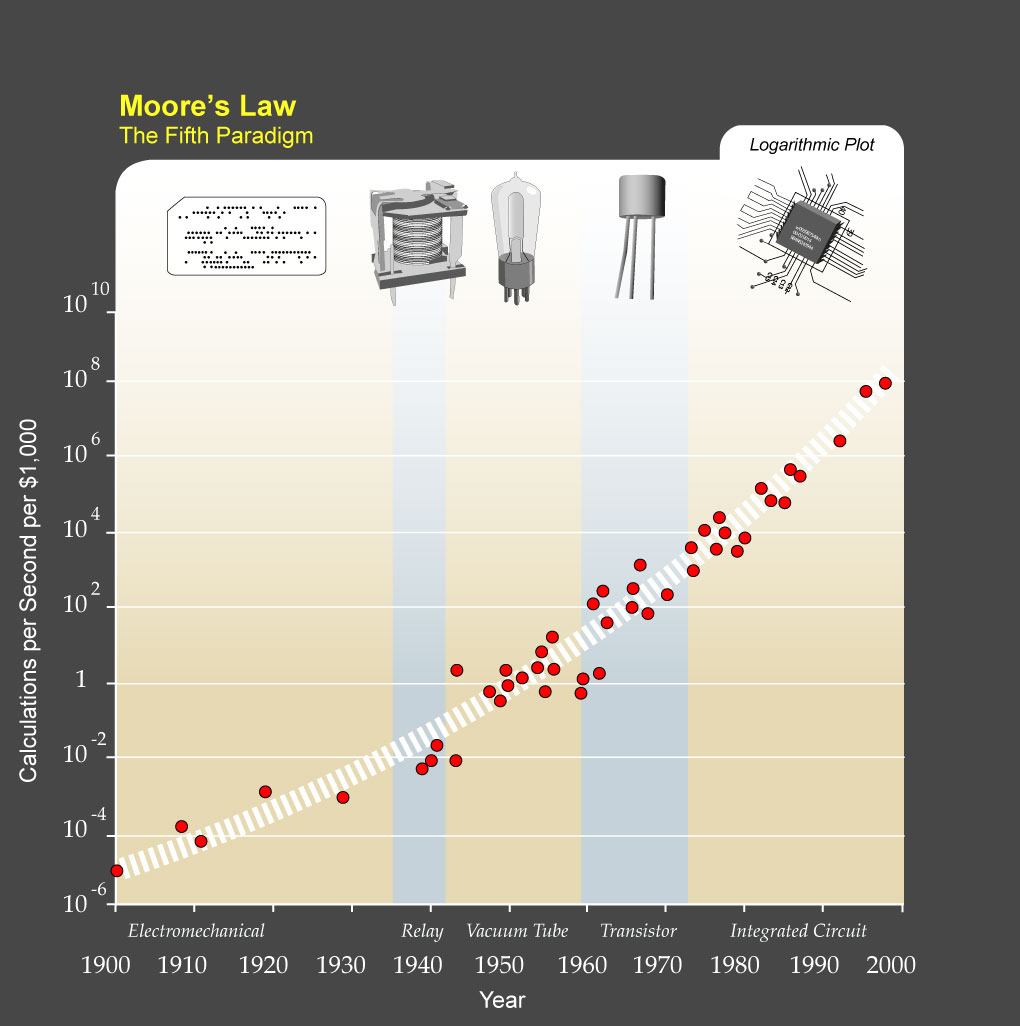
La llei de Moore descriu un patró de creixement exponencial en la complexitat dels circuits semiconductors integrats. La Llei de rendiments accelerats proposada per Kurzweil és una generalització de la llei de Moore estenent-la a altres àmbits tecnològics

La prospectiva tecnològica és un procés sistemàtic que analitza l'estat actual i les perspectives de progrés científic i tecnològic per tal d'identificar àrees estratègiques de recerca i tecnologies emergents en les que concentrar els esforços d'inversió i així obtenir els majors beneficis econòmics o socials. La prospectiva tecnològica s'utilitza dins de la gestió del R+D+I per tal de donar suport a les decisions d'inversió en tecnologia, conjuntament amb la vigilància tecnològica.
El terme “prospectiva” i l'expressió “antropologia prospectiva” foren proposats pel filòsof i funcionari francès Gaston Berger. Al costat de la prospectiva hi ha els conceptes semblants de futurologia i previsió. Algunes definicions no fan cap distinció entre les tres disciplines. En altres casos la diferenciació és prou categòrica.

## Organismes
- A l'Estat espanyol hi ha la Fundación OPTI (Observatorio de Prospectiva Tecnológica Industrial).[6]
- A Catalunya l'organisme dedicat a la prospectiva tecnològica és l'ICT (Institut Català de Tecnologia).[7]